# アカバネ病
アカバネ病（あかばねびょう、英: Akabane disease）は、ブニヤウイルス科アカバネウイルス(Akabane virus)感染によるウシ、ヒツジ、ヤギなどにおける感染症。家畜伝染病予防法における届出伝染病。日本では主にウシヌカカ(Culicoides oxystoma)によって媒介され、ウシでは感染母牛は不顕性感染を示すが、胎子に垂直感染を起こし、妊娠初期では流産、妊娠中期では関節湾曲症、妊娠後期で大脳欠損症および内水頭症を引き起こす。小脳病変は認められない。コガタアカイエカにより媒介されるため、日本ではウイルス感染時期は主に夏になるため、出産時期により症状は分かれる。診断には流産胎子からのウイルス分離、脳や筋肉での蛍光抗体法、HI反応や中和テストが行われる。母牛では、難産による障害以外は治療の必要がない。新生子は治療の対象にならない。予防にはHmLu-1細胞に低温馴化した弱毒生ワクチンが用いられる。牛ウイルス性下痢・粘膜病、チュウザン病との鑑別が必要である。